# Сеннар (штат)
Сеннар або Сіннар (араб. سنار) — один з 18 штатів (вілаятів) Судану, що є частиною однойменного історичного регіону.
- Територія 37844 км².
- Населення 1285058 чоловік (на 2008).

Адміністративний центр — місто Сеннар (Сінга). Провінція межує на південному сході з Ефіопією.

## Географія
Сеннар, інакше Ель Джезіре Сеннар — у вузькому значенні область, що йде від Хартума до Фасокла між Білим і Блакитним Нілом, а в широкому — південно-східний історичний регіон сучасного Судану і колишня провінція Англо-Єгипетського Судану, доходила на півдні до річки Собат. На півночі це — рівнина саван, подібно Кордофану; близько 14° півн. ш. зустрічаються вже окремі гранітні гори; далі на південний схід Сеннар служить перехідним ступенем до Абісинських Альп.

### Рослинність і сільське господарство
Рослинність від трав і чагарників переходить на південний схід в розкішні луки-степи і ще східніше — у високі ліси. Рівнина складається з наносних ґрунтів, які від Абісинських Альп до Білого Нілу багаті золотом і чудовим залізом. Вапняний ґрунт Сеннара затримує воду і, зволожений дощем, він дуже родючий, але в сухий період року представляє справжню пустелю. Після дощів сіють без всякого обробітку ґрунту просо (Sorghum vulgare), і місяця через 3 з половиною, наприкінці жовтня, вся рівнина покривається хвилями зрілих колосків. З рослин зустрічаються акації, тамаринди, а південніше 12 ° с. ш. від Блакитного Нілу — пальми.

### Тваринний світ
З тварин є морські кішки[джерело?], їжатці, стрибуни, іхневмони, вонючки, леви, гепарди, велетенські мавпи, газелі, жирафи, гіпопотами, слони, безліч болотних і водяних птахів.

### Клімат
До і під час дощового періоду спека буває нестерпна, температура повітря піднімається в тіні до 48 °С; це період гарячок і амебіазу. Зимою температура часто падає до 16 °C, і атмосфера така суха, що м'ясо засихає, не розкладаючись.

## Населення
Населення Сеннара дуже змішаного характеру; вищі класи більш світлошкірі, красиві обличчям і фігурою, нижчі — темношкірі негри; більше половини населення — раби. До темношкірих належать фунджі, або фунгі, негритянське плем'я, яке в 1500 році вторглося сюди з південного заходу і заснувало державу Сеннар, що існувала до 1821 року.
Жителі берегів Білого Нілу існують майже виключно риболовлею.

### Основні міста
Адміністративний центр — місто Сеннар, на Білому Нілі, ледь нараховує 10 000 жителів і з часу піднесення Хартума поступово падає. З інших міст і містечок більш значні: Вад-Медіна, нині більш населене, ніж місто Сеннар; Декін, колишні адміністративний центр; Міселеміа, самий торговий пункт Сеннара; Каламін, де є невеликі фабрики і заводи.

## Адміністративний поділ

Округи в штаті Сеннар

Штат ділиться на 3 округи (дистрикти):
- Ад-Діндер (Ad Dinder)
- Сінга (Singa)
- Сеннар (Sinnar)

## Економіка
Основна сфера економіки — сільське господарство, в місті Сеннар знаходиться фабрика з виробництва цукру, на берегах Блакитного Нілу розташовані плантації (в основному вирощують манго і банани).

## Різне
Народні перекази вважають Сеннар резиденцією Макробіїв, про які Геродот згадує як про найдавніших ефіопів, які багатством золота порушили заздрість Камбіса II.
Сучасна провінція Сеннар займає малу частину історичного регіону Сеннар і незначну частину території Султанату Сеннар, який володів також регіоном Кордофан.